# 主天使

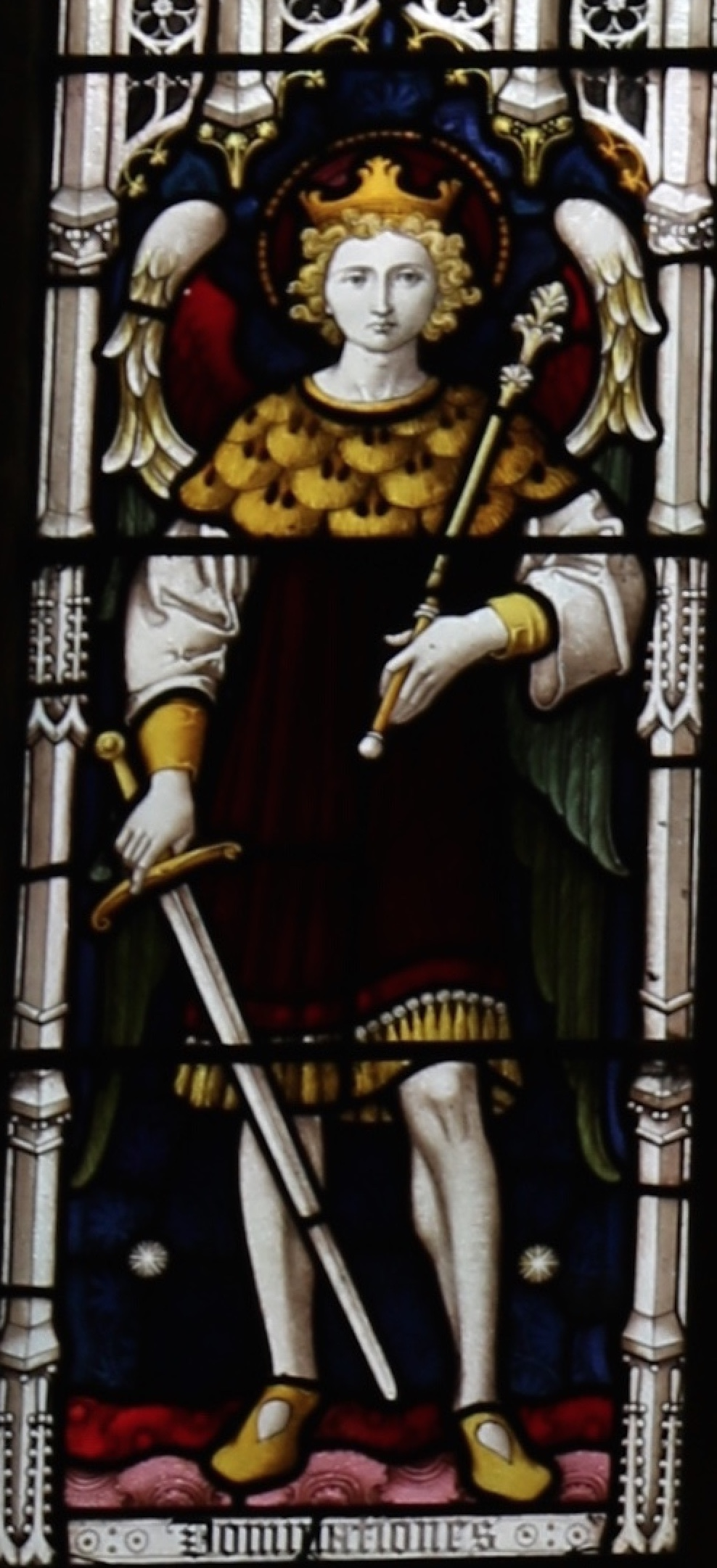
主天使、ステンドグラス、聖ミカエル及諸天使教会、ソマートン、サマセット、イングランド。

主天使（しゅてんし、ドミニオンズ（Dominions） またはキュリオテテス(Κυριοτητες)）は、神学に基づく天使のヒエラルキーにおいて、第四位に数えられる天使の総称。
名は「統治」「支配」の意。
神の威光を知らしめるため、様々な働きを担うとされる。また、そのシンボルは笏である。
ザドキエル（英語: Zadkiel）やハシュマル（英語: Hashmal）に率いられているとされる。